# Trattato di Drohiczyn
Il trattato di Drohiczyn, così denominato in virtù dell'insediamento in cui fu sottoscritto e oggi noto come Drahičyn in Bielorussia, fu concluso il 14 gennaio 1581 nel corso della guerra di Livonia.

## Contenuto
Le due controparti, la città di Riga e la Confederazione polacco-lituana guidata da Stefano I Báthory, strinsero l'intesa di Drohiczyn effettuando delle reciproche concessioni. Una prima disposizione rendeva operativi i contenuti trattato di Vilnius del 1561, in base al quale la Confederazione livoniana si sarebbe sciolta e sarebbe confluita nella Polonia-Lituania amministrata da Sigismondo II Augusto, compresa l'ambita e ricca regione dell'antica città libera di Riga. Le libertà e i privilegi precedentemente concessi da altri atti e relativi all'odierna capitale lettone furono in parte confermati nel Corpus Privilegiorum Stephanorum, ma non mancarono delle limitazioni. Una delle clausole prevedeva che uno dei borgomastri locali doveva essere nominato Burggraf, ovvero il funzionario polacco-lituano adibito all'amministrazione di Riga. Ogni eventuale modifica agli statuti della città avrebbe richiesto l'approvazione reale. In ambito religioso, la Confessione di Augusta fu tollerata, ma la città fu privata dei mezzi per porre il veto agli interventi reali nei suoi affari ecclesiastici.